# Bomber Mafia

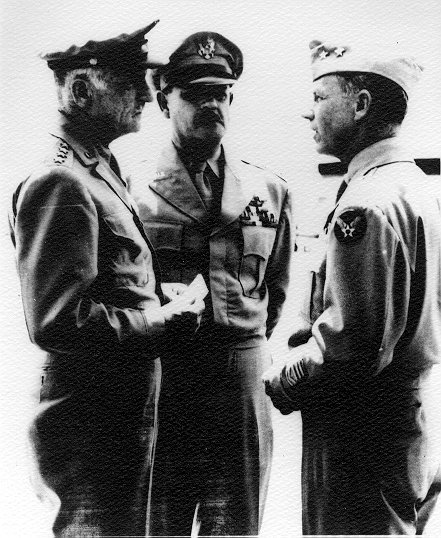
Los defensores del bombardeo de precisión a la luz del día Carl A. Spaatz, Muir S. Fairchild y Donald M. Wilson en la Base de la Fuerza Aérea Maxwell en 1946

La Bomber Mafia (Mafia de Bombarderos) fue un grupo muy unido de militares estadounidenses que creían que los bombarderos pesados de largo alcance en grandes números podían ganar una guerra. El término despectivo "mafia de bombarderos" fue utilizado antes y después de la Segunda Guerra Mundial por militares que no compartían sus creencias y que se sentían frustrados por la insistencia de los hombres en que los bombarderos pesados debían ocupar un lugar principal en la planificación y la financiación..
La mafia de los bombarderos logró su objetivo consiguiendo numerosas flotas de bombarderos en el ejército de los EE. UU., pero fracasó en su deseo de lograr la precisión buscada en los objetivos durante la Segunda Guerra Mundial. En cambio, las flotas de bombarderos fueron un factor importante en el esfuerzo general de guerra estadounidense, ayudando a reducir el poder de combate del enemigo, especialmente en Japón, donde destruyeron las ciudades más grandes al cambiar a tácticas de bombardeo incendiario. Después de la guerra, los 20 años de trabajo fundacional de la mafia de los bombarderos dieron como resultado la separación de la Fuerza Aérea de los Estados Unidos del Ejército para convertirse en una rama militar independiente.  La doctrina estratégica de la mafia de los bombarderos, pulida por la experiencias de guerra, ayudó a dar forma a la misión de la nueva Fuerza Aérea y su Comando Aéreo Estratégico.
Muchos años después, un término relacionado, "Fighter Mafia", describía a aquellos militantes de la Fuerza Aérea que favorecían el uso de cazas ligeros para los combates aéreos en lugar de los cazas pesados de supremacía aérea.

## Orígenes
Desarrollada entre los años 1926 y 1929 en la Escuela Táctica del Cuerpo Aéreo (ACTS) en Langley Field en Virginia, el general de brigada William "Billy" Mitchell propuso una novedosa doctrina de bombardeo de precisión diurno, dando un papel protagónico al aprovechamiento de la fuerza de bombarderos. Después de graduarse de ACTS en 1931, el protegido de Mitchell, Harold L. George, se quedó en la escuela para refinar y enseñar la nueva teoría. Pronto reclutó como maestros del ACTS a sus antiguos alumnos Haywood S. Hansell, Donald Wilson y Laurence S. Kuter como promotores de la teoría. Estos cuatro instructores, el núcleo de la defensa de los bombarderos de EE. UU., argumentaron que el ejército y la armada de un enemigo podrían ser derrotados intactos debido a la destrucción de objetivos industriales y militares clave ubicados en el territorio controlado por el enemigo.
Esta teoría fue adoptada por primera vez por el general italiano Giulio Douhet, aunque sus ideas incluían el bombardeo estratégico en centros poblados, que los teóricos estadounidenses evitaban. Por el contrario, los teóricos estadounidenses idearon una estrategia de bombardeo preciso que tendría como objetivo mermar la economía enemiga y su capacidad de produccr armas de guerra.  Aunque no se ha probado, el principal atractivo de esta doctrina de bombardeo estratégico era lograr la victoria en una guerra con relativa rapidez, con bajas mínimas, y que se podía evitar la guerra de trincheras estática y agotadora como se vio en la Primera Guerra Mundial. En noviembre de 1932, cuando el presidente británico del Consejo, Stanley Baldwin, dijo que "el bombardero siempre pasará ", se refería al bombardeo de las ciudades. La US Bomber Mafia estuvo de acuerdo con Baldwin solo en que el bombardero prevalecería en su misión. Tenían la intención de que la misión fuera contra objetivos militares e industriales, no contra poblaciones.
Para llevar a cabo esta doctrina, el Cuerpo Aéreo del Ejército de los Estados Unidos necesitaría usar la mayoría de sus recursos en la construcción de una flota de bombarderos pesados de autodefensa, en su manutención y en el entrenamiento de un gran número de aviadores para ocupar las posiciones de la tripulación aérea y de tierra. 
Los oficiales de ACTS que creían en la doctrina del bombardero pesado se dieron cuenta de que cualquier otro gasto del Cuerpo Aéreo, como bombarderos tácticos y aviones de combate, restaría valor a la gran flota propuesta de bombarderos pesados. Además, los hombres se dieron cuenta de que el gobierno de los Estados Unidos tendría que reducir la financiación de las fuerzas navales y terrestres para establecer una gran flota aérea. Para implementar estos cambios, los instructores de ACTS comenzaron a inculcar en sus estudiantes la sensación de que el camino a seguir era una Fuerza Aérea independiente de acuerdo a las ideas de Mitchell,que se llamaría Fuerza Aérea de los Estados Unidos. Como primer paso de compromiso, la Fuerza Aérea del Cuartel General (GHQ) se estableció dentro del Cuerpo Aéreo del Ejército en 1935, comandada por el General Frank M. Andrews, un defensor del bombardeo estratégico. Andrews integró el comando con oficiales de ideas afines como Henry H. "Hap" Arnold.
Aunque defectuosa y probada solo bajo condiciones óptimas, la doctrina, originalmente conocida como la "teoría de la red industrial" se volvió en la principal estrategia de poderío aéreo de los Estados Unidos en la planificación de la Segunda Guerra Mundial. George y los demás miembros de la "Bomber Mafia" produjeron los dos planes de guerra del poderío aéreo (AWPD-1 y AWPD-42) que guiaron la expansión y el despliegue de las Fuerzas Aéreas del Ejército durante la guerra. 

## Oposición
El término "mafia de bombarderos" proviene de los debates a veces amargos entre el personal del ejército de los Estados Unidos y los hombres del Cuerpo Aéreo que observaron y discutieron la insistencia de los instructores y estudiantes de ACTS de que los bombarderos pesados debían constituirse como el arma principal, y que se requería de una rama independiente para comandarlos.
Durante los primeros años, la voz más fuerte en ACTS contra la doctrina del bombardero fue la del capitán (más tarde general) George C. Kenney, quien pidió el uso del poder aéreo para atacar a las unidades de combate enemigas en tierra. Abogó por la estrecha coordinación de las fuerzas aéreas y terrestres, con énfasis en los bombarderos medianos y los cazabombarderos. 
Kenney dejó ACTS en 1929 y los doctrinarios de los bombarderos pesados llenaron la vacante. La doctrina también iba en contra de las teorías del propio Billy Mitchell, quien defendía que el apoyo de persecución era esencial para las operaciones de bombardeo diurno.
Experto en el uso de unidades aéreas como apoyo a la artillería y la infantería, Gordon P. Saville mantuvo el concepto de poder aéreo táctico durante su tiempo como instructor de ACTS de 1934 a 1936. Más tarde, Saville implementó con éxito sus ideas en el Teatro Mediterráneo.
El capitán Claire Lee Chennault, instructor principal en tácticas de combate en ACTS, fue un oficial del Air Corps que desafió a la mafia de los bombarderos durante más de una década; viéndose obligado a jubilarse anticipadamente en 1937, dejando sin oposición a los defensores de los bombardeos de precisión. La enseñanza de las tácticas de combate ("persecución") disminuyó, aunque Earle E. Partridge y Hoyt S. Vandenberg continuaron discutiendo el papel del avión caza.
Otra oposición fue más sutil. El oficial de USAAC Fighter Projects, el teniente Benjamin S. Kelsey, apreció que una gran flota de bombarderos podría realizar muchas tareas militares, no solo bombardeos estratégicos, y sintió que la doctrina de la fuerza debería permanecer flexible para satisfacer cualquier demanda. Debido a su menor rango, no estaba en condiciones de desafiar a la mafia de los bombarderos y, en cambio, se esforzó por sortear sus restricciones sobre los aviones de persecución. Kelsey formuló una nueva clase de avión el "interceptor" para sustentar su idea de que un avión de combate bien armado podría atacar con éxito a los bombarderos enemigos y que, con tanques de lanzamiento de largo alcance, podría defender a los bombarderos amigos hasta el objetivo. y vuelta

Sin embargo, por "falta de imaginación" al no expandir la doctrina para incluir el establecimiento de la superioridad aérea como un requisito previo para el éxito, la mafia de los bombardeos no aceptaría ninguno de estos conceptos: creían que la flota de bombarderos pesados podría protegerse a sí misma y, por lo tanto, contribuyeron al retraso en el desarrollo de un caza de escolta de largo alcance hasta dos años después de la guerra. Sin embargo, la doctrina, se convirtió en la base para la separación de la Fuerza Aérea del Ejército y la base de la teoría moderna del poderío aéreo.  Hansell estuvo de acuerdo en que tanto los teóricos como los autores del plan de guerra AWPD-1 (del cual él era ambos) cometieron un grave error al descuidar la escolta de cazas de largo alcance en sus ideas. Hansel escribió:
Se reconoció que la escolta de cazas era intrínsecamente deseable, pero nadie podía concebir cómo un caza podía tener el alcance de un bombardero y conservando su maniobrabilidad de combate. La falta de resolución de este problema demostró ser una de las principales deficiencias de la Escuela Táctica del Cuerpo Aéreo.

## Proponentes

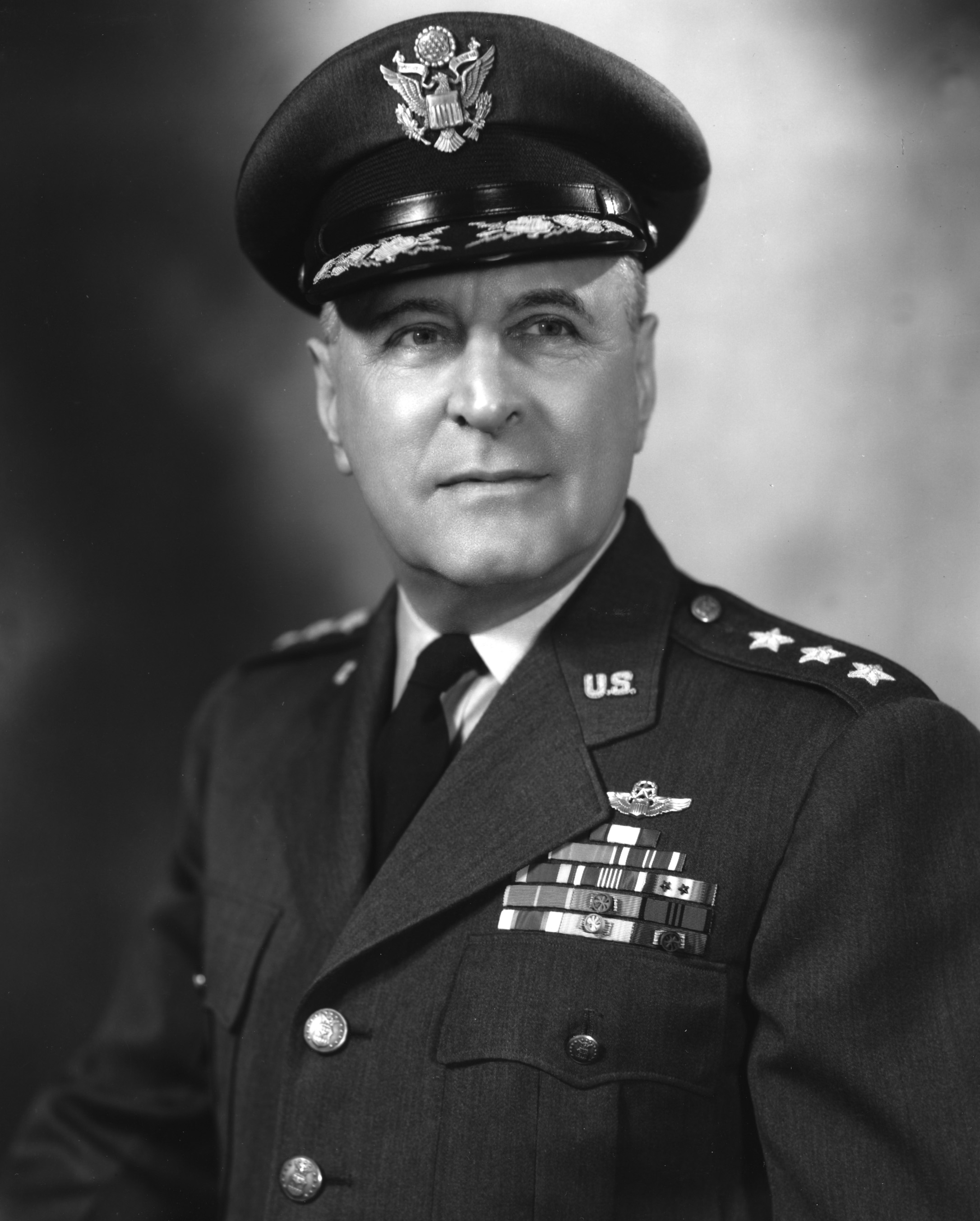
Teniente General Harold L. George, USAF

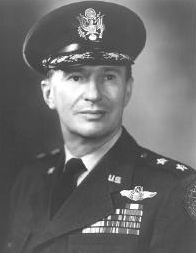
Mayor General Haywood S. Hansell, Jr., USAF

### instructores
- Harold L. George, Líder teórico[17]
- Haywood S. Hansell, Jr.
- Donald Wilson
- Laurence S. Kuter
- John F. Curry, comandante de ACTS 1931-1935
- Thomas DeWitt Milling, primer oficial a cargo de la escuela
- Odas Moon[18]
- Robert Olds
- Kenneth Walker
- Robert M. Webster

### Graduados
- Frank M Andrews
- Henry H. "Hap" Arnold
- jimmy doolittle
- Ira C. Eaker
- Oliver P. Echols
- Muir S. Fairchild (también instructor de ACTS)
- barney m giles
- Curtis Le May
- Emmett "Rosie" O'Donnell, Jr.
- Carl A. Spaatz
- Hoyt S. Vandenberg

## Legado
En la Segunda Guerra Mundial, se demostró que la teoría de la Bomber Mafia sobre la primacía del bombardeo estratégico diurno sin escolta era incorrecta. Las flotas de bombarderos pesados no pudieron lograr la victoria sin la cooperación del Ejército y la Marina, y requirieron la protección de cazas de largo alcance para misiones de penetración profunda. En general, las bajas en la guerra no fueron mínimas y la victoria no llegó significativamente más rápido. La precisión en el bombardeo no se logró hasta que estuvieron disponibles escoltas de cazas de largo alcance y se logró la superioridad aérea, como habían advertido los oponentes. El concepto de bombardeo estratégico, sin embargo, fue un factor importante en la victoria final y se convirtió en la primera doctrina central de la Fuerza Aérea independiente de los Estados Unidos. Sus defensores continuaron promoviendo la doctrina en la Era Atómica, formando el Comando Aéreo Estratégico para llevar a cabo una visión modificada para adaptarse a las necesidades de la Guerra Fría y la amenaza de la guerra nuclear. La Bomber Mafia fue reemplazada gradualmente en las décadas de 1950 y 1960 por defensores de la guerra intercontinental con misiles balísticos.
En el libro de historia de 2021 The Bomber Mafia, Malcolm Gladwell escribió que la idea del bombardeo de precisión se mantuvo viva en el ejército de los EE. UU., con mayor precisión obtenida en la década de 1990 hasta el presente con bombas guiadas, de modo que una bomba guiada por láser moderna Se puede esperar que el misil destruya no solo un solo edificio sino una sola habitación en el edificio, minimizando los daños colaterales. Gladwell opinó que las ideas moralistas y de prevención de bajas de Haywood Hansell siguieron siendo relevantes durante muchos años, mientras que el gran número de muertos por los bombardeos en el área cayó en desgracia. En ese sentido, Gladwell escribió que Hansell "ganó la guerra".